# Francisco Javier González Medina
Francisco Javier González Medina (Zacatecas, Zacatecas, México, 31 de enero de 1984) es un exfutbolista mexicano. Jugaba como portero.

## Trayectoria
Llegó al Santos Laguna en 2005. Empezó jugando con el Santos Laguna A la temporada 2006-07. El 18 de febrero de 2007, debutó en primera división la jornada 6 del Torneo Clausura 2007 con el Club Santos Laguna, en el empate de su equipo a un gol ante Tecos de la UAG, entró al minuto 68 en lugar de Oswaldo Sánchez que resultó lesionado. Jugó 5 partidos en primera división.
Regresó a jugar a la Primera División A en donde estuvo hasta el 2009. Fue registrado como el tercer portero de Santos durante sus cuatro años en la institución. La temporada 2009-10 fichó con el Club León, pero después de no jugar ni un partido, decidió dejar jugar fútbol profesional.

### Clubes
| Club                       | País          | Año           | Partidos |
| -------------------------- | ------------- | ------------- | -------- |
| Real Sociedad de Zacatecas | México        | 2002 - 2003   | 2        |
| Alacranes de Durango       | México        | 2003 - 2005   | 34       |
| Santos Laguna A            | México        | 2005 - 2007   | 14       |
| Club Santos Laguna         | México        | 2007          | 5        |
| Santos Laguna A            | México        | 2007 - 2009   | 39       |
| Club León                  | México        | 2009 - 2010   | 0        |
| Total carrera              | Total carrera | Total carrera | 94       |

## Palmarés

### Campeonatos nacionales
| Título          | Club               | País   | Año  |
| --------------- | ------------------ | ------ | ---- |
| Torneo Clausura | Club Santos Laguna | México | 2008 |